# Suchanino

Lage des Stadtbezirks Suchanino in Danzig

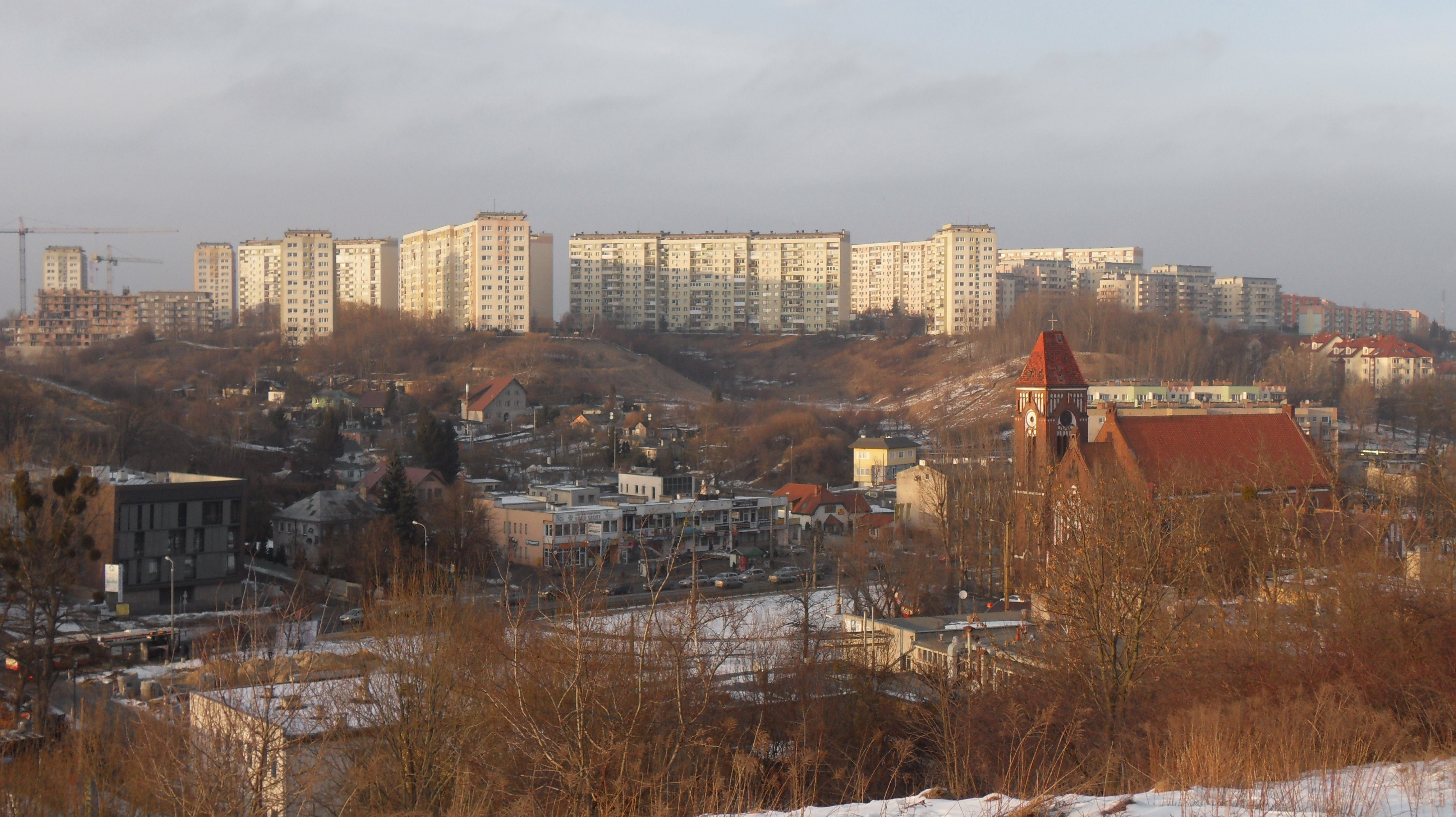
Suchanino (im Hintergrund)

Suchanino (kaschubisch Cëgónczi; deutsch Zigankenberg) ist ein Stadtbezirk von Gdańsk (Danzig) in Polen, dieser umfasst eine Fläche von 1,4 km² und zählt 11234 Einwohner mit einer Bevölkerungsdichte von 8018 Einwohnern/km². Der Wohnplatz kam 1902 administrativ zur Stadt Danzig.

## Geographie
Der Bezirk liegt in der Mitte des heutigen Stadtgebiets und grenzt an die Bezirke Aniołki, Siedlce, Piecki-Migowo und Wrzeszcz Górny. Suchanino wird durch Plattenbauten der 1970er Jahre geprägt und ist dicht besiedelt. Es gibt jedoch auch Einfamilienhäuser.

## Geschichte
Zochanino bzw. Zochanike wurde in der Mitte des 14. Jahrhunderts urkundlich genannt. Zigankenberg gehörte nach einander zum Landkreis Danzig (ab 1818) sowie zum Kreis Danziger Höhe (ab 1887) und wurde am 1. April 1902 zur Stadt Danzig eingemeindet. Der Name Suchanino wurde 1949 festgelegt. In der Zeit des Zweiten Weltkriegs wurde das „Außenkommando Ziegelei Zigankenberg“ des KZ Stutthof eingerichtet.